# Lisa Nordén
Lisa Nordén (ur. 24 listopada 1984 w Kristianstad) – szwedzka triathlonistka, wicemistrzyni olimpijska z Londynu, brązowa medalistka mistrzostw świata z 2010.
Starty w profesjonalnych zawodach rozpoczęła w 2007. Tego roku została mistrzynią świata juniorów. Jest brązową medalistką mistrzostw Europy z 2009 roku. Rok później zajęła trzecie miejsce w mistrzostwach świata. W 2012 roku podczas Igrzysk Olimpijskich w Londynie zdobyła srebrny medal przegrywając o centymetry ze Szwajcarką Nicolą Spirig.